# اتفاقية أديس أبابا
إتفاقية أديس أبابا ويطلق عليها أحياناً اتفاق أديس أبابا هي معاهدة تم التوقيع عليها في 27 فبراير / شباط 1972 م بالعاصمة الإثيوبية أديس أبابا بين حكومة جمهورية السودان وحركة تحرير السودان لإنهاء الحرب الأهلية السودانية الأولى وأُدرجت نصوصها في دستور السودان.

## إعلان 9 يونيو 1969
استولى الرئيس نميري على السلطة في 25 مايو / أيار 1969 م، وفي 9 يونيو / حزيران 1969 م، وأعلن عن سياسة حكومته تجاه مشكلة جنوب السودان، مؤكداً على اعتراف الحكومة بالتباين الثقافي بين الشمال والجنوب وحق الجنوب في أن يبني ويطور ثقافاته وتقاليده في نطاق سودان اشتراكي موحد، ومحملاً الإستعمار مسؤولية التطوير غير المتكافئ بين شقي البلاد في الشمال والجنوب.
كما جاء في البيان عزم الحكومة العمل على إنشاء الحكم الذاتي الإقليمي للجنوب في نطاق السودان الموحد. وتطبيقاً لذلك تقرر:
1. استمرار ومد فترة العفو العام.
2. وضع برنامج اقتصادي اجتماعي ثقافي للجنوب.
3. تعيين وزير لشؤون الجنوب.
4. تدريب كادر متمرس لتولي المسؤولية.

ودعا نميري الجنوبيين إلى التعاون والمحافظة على الأمن، وناشد المقيمين منهم في الخارج بالعودة إلى السودان والمساعدة في تحقيق غايات إعلان 9 يونيو.

## المبادرة
عرض مجلس الكنائس العالمي وساطته في مايو / أيار 1970 م، بين حكومة السودان والمتمردين في جنوب السودان لوضع حد للحرب الأهلية وتسوية مشكلة جنوب السودان.

## المفاوضات
قبلت حكومة نميري بالوساطة في يوليو / تموز 1971 م، على اثر فشل الانقلاب الشيوعي قي يوليو / تموز في العام نفسه وعودة نميري إلى الحكم بعد ثلاثة أيام من استيلاء الرائد هاشم العطا على الحكم في الخرطوم وإعلانه عن قيام مجلس رئاسي جديد. جرت جولات المفاوضات في اديس أبابا بسرية تامة، ولعب مجلس الكنائس العالمي بمساعدة مجلس كنائس عموم أفريقيا دوراً رئيساً في الترتيب والإعداد للمفاوضات والجمع بين طرفي التفاوض: حكومة السودان وحركة تحرير السودان.
بدأت الجولة الأولى للمفاوضات في فبراير / شباط 1972 م، تحت رعاية الإمبراطور الإثيوبي هيلا سلاسي الأول، وترأس وفد الحكومة السودانية ابيل الير نائب رئيس الجمهورية ووزير شؤون الجنوب. وضم الوفد وزراء الخارجية والداخلية والحكومات المحلية والخدمة والإصلاح الإداري، بينما ترأس وفد حركة تحرير السودان ازبوني منديري وضم وفده كلاً من مادينق دي قرنق، ولورنس ول، واوليفر البينو، وفريدريك ماقوت وآخرين. وحضر المفاوضات بصفة مراقب ممثل للإمبراطور هيلا سلاسي وممثلون لمجلس الكنائس العالمي ومجلس كنائس عموم أفريقيا ومجلس كنائس السودان. وتواجد في اديس ابابا اثناء المفاوضات الخبير القانوني البريطاني المعروف سير دنقل فوت، كمستشار قانوني لوفد حركة تحرير السودان. واتفق الطرفان على أن يقوم القس برغس كار سكرتير مجلس كنائس أفريقيا الليبيري الجنسية بدور الوسيط اثناء المفاوضات.

## اتفاقية الحكم الذاتي الإقليمي
توصل الطرفان إلى التوقيع على الاتفاقية في 27 فبراير / شباط 1972 م، التي تضمنت:
- مشروع القانون اأساسي لتنظيم الحكم الذاتي الإقليمي في مديريات السودان الجنوبية وملحقاته التالية:

ملحق أ: الحقوق الأساسية والحريات.
ملحق ب: مشروع قانون بشأن بنود الإيرادات.
- اتفاقية وقف اطلاق النار.
- بروتوكولات التدابير المؤقتة. وتعالج مسألة العفو العام والترتيبات القضائية واعادة التوطين والترتيبات الادارية وتشكيل وحدات قوات الشعب المسلحة في الجنوب.

تم إدراج مشروع القانون الاساسي لتنظيم الحكم الذاتي الإقليمي في مديريات (محافظات) السودان الجنوبية الذي اتفق عليه في اديس ابابا في قانون الحكم الذاتي الإقليمي للمديريات الجنوبية الذي بدأ العمل به في 3 مارس / آذار 1972 م.

## بنود الاتفاقية
- حددت الاتفاقية منطقة الحكم الذاتي بأنها تشمل مديريات (محافظات) بحر الغزال و الاستوائية و اعالي النيل بحدودها التي كانت قائمة في اليوم الأول من يناير / كانون الثاني 1956 وأية مناطق أخرى كانت جغرافياً وثقافياً جزءاً من الكيان الجنوبي حسبما يقرر بموجب إستفتاء عام.
- جعلت الإتفاقية المديريات الجنوبية الثلاث اقليماً واحداً يتمتع بحكم ذاتي إقليمي في نطاق جمهورية السودان الديمقراطية ويعرف بإقليم جنوب السودان. وعاصمته جوبا.
- نصت الإتفاقية على أن اللغة الرسمية للسودان هي اللغة العربية. وتعتبر اللغة الإنجليزية لغة رئيسية لاقليم جنوب السودان وذلك مع عدم المساس باستعمال أية لغة أو لغات أخرى قد تخدم عملية على أداء المهام التنفيذية والإدارية بطريقة فعالة وعاجلة أو تساعد على ذلك.
- كفلت الإتفاقية لكافة المواطنين المقيمين بإقليم جنوب السودان الفرصة المتكافئة في التعليم والتخديم والتجارة ومباشرة أي مهنة مشروعة دون تمييز بسبب العنصر أو الأصل القبلي أو الدين أو مكان الميلاد أو الجنس، إلى جانب حرية التنقل في داخل اقليم جنوب السودان وخارجه إلا لأسباب تتعلق بالصحة العامة أو النظام العام.
- تعديل النصوص يتطلب الحصول على أغلبية ثلاثة أرباع مجلس الشعب القومي وموافقة أغلبية ثلثي مواطني اقليم جنوب السودان في استفتاء عام يجري في الإقليم.

السلطة التشريعية
سلطة التشريع في الإقليم حسب الإتفاقية يمارسها مجلس الشعب الإقليمي الذي يتولى حفظ النظام العام والأمن الداخلي في إقليم جنوب السودان وإدارته بطريقة رشيدة وتنميته في الميادين الثقافية والاقتصادية والاجتماعية. ومنحت الإتفاقية المجلس إلى جانب مجالات الصحة والتعليم والزراعة والغابات والمراعي واستثمار الأراضي والثروة الحيوانية وغيرها، السلطات الآتية:
1. تطوير واستخدام الموارد المالية لتنمية وإدارة إقليم جنوب السودان
2. التشريع فيما يتعلق بالعرف والعادات
3. تطوير اللغات والثقافات المحلية
4. التعدين والتحجير مع عدم المساس بحقوق الحكومة المركزية عند اكتشاف الغاز الطبيعي والمعادن
5. لتجنيد لخدمات الشرطة والسجون وتنظيمها وإدارتها وفقاً للسياسات والمستويات القومية

- يحظر على المجلس إصدار تشريع أو ممارسة آية سلطات بشأن المسائل ذات الطابع القومي في مسائل من بينها الدفاع الوطني، والشؤون الخارجية، والجنسية والهجرة، والعمل والنقد، والتخطيط للتنمية الاقتصادية، والتخطيط التربوي.
- أعطت الإتفاقية رئيس الجمهورية حق الاعتراض على أي مشروع قانون اقليمي يرى أنه يتعارض مع الدستور، على أنه يجوز لمجلس الشعب الإقليمي بعد اطلاعه على وجهة نظر رئيس الجمهورية ان يعيد عرض مشروع القانون مرة أخرى.
- يحق للمجلس طلب تأجيل العمل بالقوانين القومية وكذلك حق طلب سحب مشروعات القوانين القومية المعروضة أمام مجلس الشعب القومي إذا رأى ان هذه القوانين أو مشروعات القوانين تمس رفاهية أو حقوق المواطنين في اقليم جنوب السودان. ويجوز لرئيس الجمهورية، إذا رأى ذلك مناسباً ان يستجيب للطلب. وإذا استجاب رئيس الجمهورية لهذا الطلب فيجب على مجلس الشعب الإقليمي أن يبدي وجهة نظره خلال خمسة عشر يوماً من الاستجابة للطلب. ويقوم رئيس الجمهورية بإبلاغ وجهة نظر مجلس الشعب القومي مصحوبة بملاحظاته الخاصة إذا رأى ضرورة لذلك.
- يجوز للمجلس فرض رسوم وضرائب اقليمية بالإضافة إلى الرسوم والضرائب المركزية والمحلية وإصدار التشريعات والأ وامر اللازمة لتحصيل جميع الأموال العامة على مختلف المستويات:

السلطة التنفيذية
اسندت الإتفاقية السلطة التنفيذية في الإقليم إلى مجلس تنفيذي عال يباشرها نيابة عن رئيس الجمهورية. يعين رئيس الجمهورية رئيس المجلس التنفيذي العالي ويعفيه بناء على توصية من مجلس الشعب الإقليمي. وكذلك يعين ويعفى أعضاء المجلس التنفيذي العالي بناء على توصية من رئيس المجلس التنفيذي العالي.
القوات المسلحة
يشكل مواطنو اقليم جنوب السودان نسبة من مجموع ضباط وجنود قوات الشعب المسلحة وذلك باعداد تتناسب والحجم السكاني لإقليم جنوب السودان، على أن يخضع استخدام قوات الشعب المسلحة التي في داخل اقليم جنوب السودان في مسائل تخرج عن إطار الدفاع الوطني لاشراف رئيس الجمهورية بناء على نصيحة من رئيس المجلس التنفيذي العالي.
التدابير العسكرية المؤقتة
نصت الإتفاقية على تدابير مؤقتة تتعلق بتشكيل وحدات لقوات الشعب المسلحة في اقليم جنوب السودان. تقضي هذه التدابير المضمنة في الباب الثاني من البروتوكولات بأن تتكون قوات الشعب المسلحة في اقليم جنوب السودان من 12000 ضابط وجندي يكون 6000 منهم من اقليم جنوب السودان و6000 من خارج الإقليم. وتشكيل لجنة عسكرية مشتركة من الجانبين للقيام بمهمة تجنيد واستيعاب أبناء اقليم جنوب السودان في قوات الشعب المسلحة على أن تكون هذه التدابير سارية لمدة خمسة أعوام إلا أنه يجوز لرئيس الجمهورية إعادة النظر فيها بناء على طلب رئيس المجلس التنفيذي العالي وبموافقة مجلس الشعب الإقليمي.
نتائج الإتفاق
- حصل جنوب السودان بموجب الإتفاقية على الحكم الذاتي الإقليمي الذي أتاح له إدارة شؤونه بنفسه بحرية تامة فيما عدا امور اعتبرت من سلطات الحكومة المركزية كالدفاع والشؤون الخارجية، والعملة وتخطيط التعليم، والتجارة الخارجية، والجنسية والهجرة.
- تحسنت علاقات السودان بجيرانه من الدول الإفريقية خاصة إثيوبيا التي كانت تدعم حركة تحرير السودان، فبعد خمسة أشهر من التوقيع على الاتفاق مع حركة تحرير السودان، تبادل وزير خارجية السودان منصور خالد ووزير خارجية إثيوبيا مناسي هايلي في يوليو / تموز 1972 م، مذكرات لتسوية نزاع الحدود بين البلدين. بمقتضى هذه المذكرات اعترفت إثيوبيا بسيادة السودان على مثلثي ام بريقة والفشقة.
- صدر دستور دائم للسودان في عام 1973 م ليعالج قضايا ظلت في محل جدل بين شمال السودان وجنوبه ومن بينها مسألة هوية السودان وعلاقة الدين بالدولة وتقسيم السودان إلى اقاليم حكام وتبنى الدستور وجهة النظر التي عكستها اتفاقية اديس ابابا. فقد نصت المادة «9» على ان الشريعة الإسلامية والعادات هي مصادر التشريع الرئيسية وان الأحوال الشخصية لغير المسلمين تخضع لقوانينهم الخاصة.
- لبت اتفاقية اديس ابابا مطلب الجنوبيين بالاعتراف بوضعهم الخاص من خلال اعترافها بالتباين الثقافي والإثني.

## المشاكل والعقبات التي واجهت تطبيق الاتفاقية

### دمج قوات المتمردين السابقين
قوبلت عملية دمج مقاتلي الأنيانيا في القوات المسلحة السودانية بمعارضة من جانب المقاتلين الجنوبيين خاصة في عام 1975 عندما رفض عدد من افراد الأنيانيا تنفيذ أوامر نقلهم إلى الشمال وقاموا باطلاق النار على القوات التي جاءت لتحل محلهم، مما ادى إلى مصرع قائدها وعدد من الجنود، وهرب عدد من مقاتلي الأنيانيا في اعقاب الحادث باسلحتهم إلى الغابات في الجنوب وكانوا النواة الأولى التي تشكلت منها حركة التمرد في الحرب الأهلية السودانية الثانية.

### شكوك في المشاريع التنموية المركزية بالجنوب
عندما قررت الحكومة المركزية الاستفادة من المياه التي تضيع في منطقة المستنقعات بالجنوب من خلال حفر قناة في منطقة جونقلي قوبل بالرفض المشروع بأنه محاولة من الحكومة المركزية في الشمال ومن مصر لاستنزاف موارد الإقليم الجنوبي من المياه بالرغم من الحكومة السودانية أعلنت بأن الأراضي التي سيتم تجفيفها ستسخدم في إقامة مشاريع يستفيد منها السكان المحليين بالجنوب. وفي عام 1974 اندلعت مظاهرات طلابية في مدن جنوبية كجوبا وملكال عندما سرت إشاعات بأن الحكومة تنوي توطين مليوني مصري في جنوب السودان لاستغلال الأراضي الخصبة في الجنوب، وبالتالي التأثير على التركيبة الديموغرافية فيه.

### اكتشاف النفط في الجنوب
عندما اكتشف النفط في منطقة بانتيو بولاية الوحدة في اعالي النيل بجنوب السودان من قبل شركة شيفرن الأمريكية عام 1979 م، طرأت مشكلة حول قرار بناء مصفاة النفط في مدينة كوستي بالشمال، وذلك عندما طالب النواب الجنوبيين بمجلس الشعب (البرلمان) بأن يكون مقر المصفاة في بانيتو نفسها فقررت الحكومة بناء خط انابيب إلى مدينة بورتسودان على ساحل البحر الأحمر، حيث توجد مصفاة، وفي عام 1984 توقف مشروع التنقيب عن النفط نهائياً بعد أن اندلعت الحرب الأهلية الثانية وأصبح المشروع هدفاً لعمليات الحركة الشعبية لتحرير السودان.

### إعادة تقسيم الإقليم الجنوبي
نصت إتفاقية أديس أبابا على أقليم واحد في الجنوب، وكانت قبيلة بالدينكا، كبرى قبائل الجنوب تشكل الأغلبية في أجهزة الحكم الذاتي في الجنوب مما أدى إلى تخوف بعض قادة وسياسيي القبائل الجنوبية الصغيرة من سيطرة الدينكا على السلطة في الجنوب، فدعت إلى تقسيم الإقليم الجنوبي إلى ثلاث مناطق لكسر مركزية الحكم الإقليمي وتمكين القبائل الصغيرة من حكم مناطقها المحلية بنفسها.
شكلت فكرة التقسيم موضوع انتخابات عام 1982 م في الجنوب، وجاءت نتيجة تلك الانتخابات على النحو التالي: دعاة التقسيم وكان نصيبهم 34 مقعداً وأنصار وحدة الإقليم الجنوبي وكسبوا 49 مقعداً ومجموعة ثالثة سمت نفسها مجموعة التغيير وكانت حصيلتها 28 مقعدا، وكان واضحاً انتصار أنصار الوحدة، إلا دعاة التقسيم تمكنوا من كسب دعم حركة التغيير لمطلبهم ونجحوا في في تشكيل حكومة ائتلافية في الإقليم، الأمر الذي ادى بالرئيس نميري إلى إصدار قرار تقسيم الجنوب إلى ثلاثة اقاليم في يونيو / حزيرانعام 1983 م،  وفي الشهر ذاته أعلن جون قرنق، العقيد بالقوات المسلحة السودانية، والمنتمي إلى قبيلة الدينكا عن تأسيس الجيش الشعبي لتحرير السودان وجناحه السياسي الحركة الشعبية لتحرير السودان من عناصر حركة الإنيانيا- تو، وانطلقت الحرب الأهلية السودانية الثانية وكانت تلك بداية النهاية لإتفاقية اديس أبابا وبعد أربع أشهر من التمرد أعلن الرئيس نميري عن تطبيق قوانين إسلامية عرفت لاحقاً بقوانين سبتمبر. وباشتداد الحرب في الجنوب تمت الإطاحة بحكم الرئيس نميري في ابريل 1985 م، عبر انتفاضة شعبية واستلمت السلطة في السودان حكومة انتقالية من العسكريين والمدنيين بقيادة المشير عبد الرحمن سوار الذهب، وقد بادرت الحكومة الانتقالية بالاتصال بحركة التمرد إلاَّ أن رد فعل الحركة لم يكن ايجابياً في البداية حتى تمكن التجمع الوطني للإنقاذ الذي قاد الانتفاضة الشعبية من التوصل لاتفاق مع الحركة الشعبية في إثيوبيا مارس / آذار 1986م عرف باتفاق كوكادام.

## انتهاء الاتفاقية
في عام 1983، أعلن الرئيس جعفر النميري أن كل السودان دولة إسلامية تخضع للشريعة الإسلامية، بما في ذلك المنطقة الجنوبية ذات الأغلبية غير الإسلامية. ألغيت منطقة الحكم الذاتي لجنوب السودان في 5 يونيو 1983، منهية بذلك اتفاقية أديس أبابا. أدى هذا إلى اندلاع الحرب الأهلية السودانية الثانية (1983-2005).